# Dilobopterus laeta
Dilobopterus laeta är en insektsart som beskrevs av Walker 1851. Dilobopterus laeta ingår i släktet Dilobopterus och familjen dvärgstritar. Inga underarter finns listade i Catalogue of Life.